# Houman Seyyedi
 (juillet 2023).
Houman Seyyedi (en persan: هومن سيدی), né le 9 novembre 1980 à Rasht, est un acteur iranien.

## Biographie
Houman Seyyedi est un acteur et réalisateur iranien de théâtre, de télévision et de cinéma, connu pour son rôle dans la série The Endless Way.
Sa réalisation de court-métrage, dont 35 mètres sous le niveau de la mer et Blue Tooth, lui a valu plusieurs prix au Festival international du court-métrage de Téhéran. Il a également réalisé un premier long-métrage Africa en 2010.
Houman Seyyedi, à la fois scénariste et rédacteur en chef d'Africa, a reçu le prix du meilleur film dans la section des œuvres vidéo du 29e Festival du film de Fajr.
Il est marié à l'actrice Azadeh Samadi.

## Filmographie

### Cinéma
- 2004: Yek Teke Nan (Un morceau de pain)
- 2005: Pa Berahne Dar Behesht
- 2006: La Fête du feu  (Chaharshanbe suri)  de Asghar Farhadi
- 2006: An Ke Darya Miravad
- 2007: Sayab
- 2022: Jang-e jahani sevom

### Séries télévisées
- 2007 : Rahe Bipayan (Chemin sans fin)

## Distinctions
- Mostra de Venise 2022 : Prix du meilleur film de la section Orizzonti pour World War III (Jang-e Jahani Sevom)
- Festival international du film de Stockholm 2022: Prix FIPRESCI pour World War III